# Sanatorium Lake
Sanatorium Lake är en sjö i Australien. Den ligger i delstaten Victoria, omkring 57 kilometer nordväst om delstatshuvudstaden Melbourne. Sanatorium Lake ligger 941 meter över havet.
I omgivningarna runt Sanatorium Lake växer i huvudsak städsegrön lövskog. Runt Sanatorium Lake är det glesbefolkat, med 18 invånare per kvadratkilometer. Genomsnittlig årsnederbörd är 924 millimeter. Den regnigaste månaden är juli, med i genomsnitt 105 mm nederbörd, och den torraste är januari, med 31 mm nederbörd.